# Triumph (film 1917)
Triumph è un film muto del 1917 diretto da Joseph De Grasse che ha come protagonisti Dorothy Phillips e Lon Chaney. La sceneggiatura di Fred Myton si basa sull'omonima storia di Samuel Hopkins Adams pubblicata su Collier's Weekly del 29 luglio 1916.

## Trama

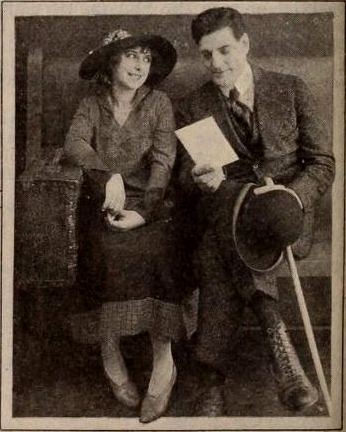
Dorothy Phillips e William Stowell

Mentre è in attesa del treno che deve portarla a Broadway, Nell Baxter conosce il primo attore di una compagnia teatrale. I due si mettono a parlare e lei finisce per confidargli i suoi sogni e le sue ambizioni di attrice. Arrivata in città, Nell viene notata da David Montieth, il direttore artistico, che la prende in compagnia e le affida il ruolo della protagonista, persuaso che Nell lo ripagherà in natura. Nell, però, si è innamorata di Paul Neihoff, l'autore della commedia. Così, quando Montieh viene a sapere di quella storia d'amore, cancella lo spettacolo proprio il giorno della prima. La ragazza, disperata, si reca a casa dell'impresario ma lui le dice che la farà andare in scena solo se lei diventerà la sua amante. Lei acconsente, ma quando lui le si avvicina, lei lo pugnala, uccidendolo.
Non sapendo che fare, la ragazza si precipita dall'amato: lui le dice di recarsi a teatro e di comportarsi come se niente fosse successo. Poi, l'uomo scrive una lettera dove dichiara di essere lui l'assassino di Montieh e si uccide, ingerendo una forte dose di barbiturici. A teatro, dove va in scena lo spettacolo, Nell viene a sapere alla fine del secondo atto della morte di Paul. In preda ai rimorsi, Nell - durante il terzo atto - sostituisce con un vero pugnale quello di scena e si pugnala davanti al pubblico, suicidandosi.
Tutta la tragica storia si rivela essere il racconto dell'attore che, alla stazione, convince così Nell dei pericoli cui può andare incontro nell'ambiente teatrale: la ragazza torna con i piedi per terra e guarisce dalla sua infatuazione per le luci della ribalta.

## Produzione
Il film fu prodotto dall'Universal Film Manufacturing Company (con il nome Bluebird Photoplays).

## Distribuzione
Il copyright del film, richiesto dalla Bluebird Photoplays, Inc., fu registrato il 14 agosto 1917 con il numero LP11250.
Distribuito dall'Universal Film Manufacturing Company (con il nome Bluebird Photoplays), il film uscì nelle sale cinematografiche statunitensi il 3 settembre 1917. Una copia incompleta del film (dal primo al terzo rullo su un totale di cinque) viene conservata negli archivi dell'Academy Film Archive.